# Protikrál
Protikrál (též vzdorokrál, latinsky Contrarex) byl protikandidát legálně panujícího krále, v důsledku nástupnických sporů nebo politické opozice. 
Protikrálové se častěji vyskytují ve volených monarchiích. V dědičných monarchiích se protikrál často objevil po vymření vládnoucí dynastie, když se o trůn ucházelo několik kandidátů, přičemž obvykle jsou tito uchazeči označeni jako pretendent. Někteří protikrálové uspěli ve své snaze a stali se legálními králi, například Konrád III. nebo Fridrich II. Štaufský, u jiných je jejich postavení dodnes předmětem diskusí (Jindřich II. Bavorský).
Protikrálové se nejčastěji vyskytli ve Svaté říši římské, kde tento jev úzce souvisel s vzdoropapeži, když císařové často jmenovali vzdoropapeže a naopak papežové korunovali protikrále. Protikrálové se však vyskytli i v Polsku, Uhrách, Francii a Anglii.

## Čeští protikrálové
- Matyáš Korvín (1469–1490), proti Jiřímu z Poděbrad a Vladislavu Jagellonským
- Karel Albrecht Bavorský (1741–1743), proti Marii Terezii

## Protikrálové Svaté říše římské
- Arnulf Bavorský
- Rudolf Švábský
- Heřman Lucemburský
- Alfons X. Kastilský
- Fridrich I. Habsburský
- Jindřich Raspe
- Vilém II. Holandský